# Суховоля (Луцкий район)
Суховоля (укр. Суховоля) — село в Боратинской сельской общине Луцкого района Волынской области Украины.
Код КОАТУУ — 0722885204. Население по переписи 2001 года составляет 191 человек. Почтовый индекс — 45664. Телефонный код — 332. Занимает площадь 0,681 км².